# Кызылтай
Кызылтай (каз. Қызылтай, до 2018 г. — Вознесеновка) — упразднённое село в Бородулихинском районе Восточно-Казахстанской области Казахстана. Упразднено в 2019 г. Входило в состав сельского округа Степной. Находится примерно в 33 км к северо-западу от районного центра, села Бородулиха. Код КАТО — 633883200.

## Население
В 1999 году население села составляло 98 человек (48 мужчин и 50 женщин). По данным переписи 2009 года, в селе проживало 58 человек (29 мужчин и 29 женщин).